# Instituto Superior Politécnico Gaya
O Instituto Superior Politécnico Gaya (ISPGAYA) é uma instituição superior de ensino politécnico portuguesa localizada em Vila Nova de Gaia, criado pela Cooperativa de Ensino Politécnico (entidade instituidora) em 1990.
A oferta de formação estende-se a um conjunto de licenciaturas, pós-graduações, cursos técnicos superior profissionais (CTeSP), Título de Especialista e "Ano Zero". Este último visa preparar os alunos que, com o 12º ano concluído, não obtiveram a nota mínima nas provas de ingresso.
Pode candidatar-se de forma online: Candiaturas online
Grupos Académicos
- Grupo Académico Musical (Tuna):
  - Tuna Mista: Atuna Bira Copos [ATB] - Tuna Académica Mista do Instituto Superior Politécnico Gaya [TAMISP]